# Aristelix phaenicura
Aristelix phaenicura är en stekelart som först beskrevs av Alexander Henry Haliday 1839.  Aristelix phaenicura ingår i släktet Aristelix och familjen bracksteklar. Inga underarter finns listade.